# La bambina Babilonia
La bambina Babilonia è il primo romanzo per ragazzi della scrittrice Anna Russo, pubblicato nell'aprile 2005 dalla casa editrice Salani.
Ha vinto il Premio Stefano Gaj Taché 2007 ed è stato segnalato al premio Cento del 2005.
Il testo affronta, con tono leggero e ironico, temi complessi come i problemi profondi dei bambini non ascoltati, l'interculturalità e di diritti dei più piccoli.

## Trama
Alice è considerata una bambina terribile, anzi cattiva. Vive da sola in una grande casa nel sud della Francia e all'apparenza la solitudine non le pesa, anzi pare che la auspichi. Ma non è così. In realtà non sa con chi parlare. Ha una famiglia in cui ognuno parla una lingua diversa. Una madre che parla solo russo, nonché un dialetto lappone di difficile comprensione, un padre che parla solo giapponese, e una fantomatica tata che secondo i genitori dovrebbe parlare un po' tutte le lingue, e invece per Alice è muta come un pesce. È difficile non diventare un bambino terribile in una situazione del genere.
Il nonno lappone sconvolge l'esistenza della piccola presentandosi a casa con la sua incredibile muta di venti cani da slitta: tutti rigorosamente uguali.

## Edizioni
- Anna Russo, La bambina Babilonia, Salani, 2005,  p. 102, ISBN 978-88-8451-548-3.